# Römerstein (Bad Sachsa)
Der Römerstein ist eine 345 m ü. NHN hohe Erhebung im Harz. Er liegt im Südharz nahe Nüxei im niedersächsischen Landkreis Göttingen.

## Geographie

### Lage
Der Römerstein erhebt sich im Naturpark Harz. Sein Gipfel liegt rund 2,5 km nordwestlich von Tettenborn und etwa 850 m nördlich von Nüxei, die beide zu Bad Sachsa gehören. Die Steina (Steinaer Bach) fließt am Westfuß des Berges, der vom Naturschutzgebiet Weißensee und Steinatal umschlossen wird. Vorbei führen im Westen die Bundesstraße 243 und im Norden die Südharzstrecke.

### Naturräumliche Zuordnung
Der Römerstein gehört in der naturräumlichen Haupteinheitengruppe Thüringer Becken (mit Randplatten) (Nr. 48) in der Haupteinheit Südharzer Zechsteingürtel (485) zur Untereinheit Walkenrieder Zechsteinhügelland (485.0).

## Schutzgebiete
Auf dem Römerstein liegen Teile des Landschaftsschutzgebiets Harz (Landkreis Göttingen) (CDDA-Nr. 321403; 2000 ausgewiesen; 300,112 km² groß). Bis auf seine gipfelnahen Hochlagen reichen Teile des Naturschutzgebiets Weißensee und Steinatal (CDDA-Nr. 82886; 1982; 73 ha) und des Fauna-Flora-Habitat-Gebiets Gipskarstgebiet bei Bad Sachsa (FFH-Nr. 4329-303; 14,95 km²).